# Asarum sieboldii
Asarum sieboldii là một loài thực vật có hoa trong họ Aristolochiaceae. Loài này được Miq. mô tả khoa học đầu tiên năm 1865.